# Powiat Sannohe
Powiat Sannohe (jap. 三戸郡 Sannohe-gun) – powiat w Japonii, w prefekturze Aomori. W 2024 roku liczył 58 698 mieszkańców.

## Miejscowości
- Gonohe
- Hashikami
- Nanbu
- Sannohe
- Takko
- Shingō